# White Shoes
White Shoes es el undécimo álbum de estudio de la cantante estadounidense Emmylou Harris, publicado por la compañía discográfica Warner Bros. Records en octubre de 1983. Incluyó los sencillos «In My Dreams» y «Pledging My Love», ambos número nueve en la lista de canciones country de Billboard.

## Lista de canciones
1. "Drivin' Wheel" (T-Bone Burnett/Billy Swan) – 3:10
2. "Pledging My Love" (Don Robey/Fats Washington) – 3:00
3. "In My Dreams" (Paul Kennerley) – 3:15
4. "White Shoes" (Jack Tempchin) – 3:30
5. "On the Radio" (Giorgio Moroder/Donna Summer) – 5:11
6. "It's Only Rock 'n' Roll" (Rodney Crowell) – 2:55
7. "Diamonds Are a Girl's Best Friend" (Leo Robin/Jule Styne) – 3:39
8. "Good News" (Shirley Eikhard) – 3:52
9. "Baby, Better Start Turnin' 'Em Down" (Rodney Crowell) – 3:04
10. "Like an Old Fashioned Waltz" (Sandy Denny) – 3:11

## Personal
- Emmylou Harris: voz, guitarra acústica y coros.
- Brian Ahern: guitarra acústica, guitarra eléctrica, bajo, percusión y pandereta.
- Barbara Bennett: coros.
- Mike Bowden: bajo.
- Bonnie Bramlett: coros.
- Tony Brown: piano y piano eléctrico.
- T-Bone Burnett: guitarras, percusión y coros.
- Rodney Crowell: guitarra acústica.
- Hank DeVito: guitarra steel.
- Shirley Eikhard: coros.
- Steve Fishell: guitarra steel.
- Wayne Goodwin: saxofón barítono.
- Glen D. Hardin: piano eléctrico y orquestación.
- Don Heffington: batería.
- Don Johnson: piano, piano eléctrico y coros.
- Keith Knudsen: batería.
- John McFee: guitarras.
- Bill Payne: piano, piano eléctrico, teclados y sintetizador.
- Mickey Raphael: armónica.
- Frank Reckard: guitarra eléctrica.
- Barry Tashian: guitarra acústica y coros.
- John Ware: batería.

## Posición en listas
| País           | Lista          | Posición |
| -------------- | -------------- | -------- |
| Estados Unidos | Billboard 200  | 116      |
| Estados Unidos | Country Albums | 22       |

| Sencillo           | País           | Lista           | Posición |
| ------------------ | -------------- | --------------- | -------- |
| «In My Dreams»     | Estados Unidos | Country Singles | 9        |
| «Pledging My Love» | Estados Unidos | Country Singles | 9        |
| «Drivin Wheel»     | Estados Unidos | Country Singles | 26       |